# Liste der Monuments historiques in Nans (Doubs)
Die Liste der Monuments historiques in Nans führt die Monuments historiques in der französischen Gemeinde Nans auf.

## Liste der Immobilien
| Bezeichnung        | Beschreibung                                                                              | Standort                  | Kennzeichnung | Schutzstatus | Datum | Bild |
| ------------------ | ----------------------------------------------------------------------------------------- | ------------------------- | ------------- | ------------ | ----- | ---- |
| Château de Bournel | Gloriette, zweite Hälfte des 19. Jahrhunderts; die Gesamtanlage auch zu Cubry und Cubrial | nördlich des Ortes (Lage) | PA00101762    | Inscrit      | 1989  |      |